# Plagues
Plagues är ett musikalbum från 2007 av The Devil Wears Prada.

## Låtlista
1. Goats On A Boat
2. Number Three, Never Forget
3. HTML Rulez D00d
4. Hey John, What's Your Name Again?
5. Don't Drink And Drance
6. You Can't SPell Crap Without 'C'
7. This Song Is Called
8. Reptar, King Of The Ozone
9. The Scorpion Dethlock
10. Nickels Is Money Too